# 内米
内米（法語：Nesmy，法語發音：[nɛmi]）是法国卢瓦尔河地区大区旺代省的一个市镇，位于该省中部，省会永河畔拉罗什以南，属于永河畔拉罗什区。

## 地理
内米（46°35'30"N, 1°24'3"W）面积24.52 平方千米，位于法国卢瓦尔河地区大区旺代省，该省份为法国西部沿海省份，北起大西洋卢瓦尔省和曼恩-卢瓦尔省，西临大西洋，南至滨海夏朗德省，东部及东南部与德塞夫勒省接壤。
与内米接壤的市镇（或旧市镇、城区）包括：欧比尼-莱克卢佐、拉布瓦西耶尔-德朗德、永河畔拉罗什、里沃德利永、欧比尼。

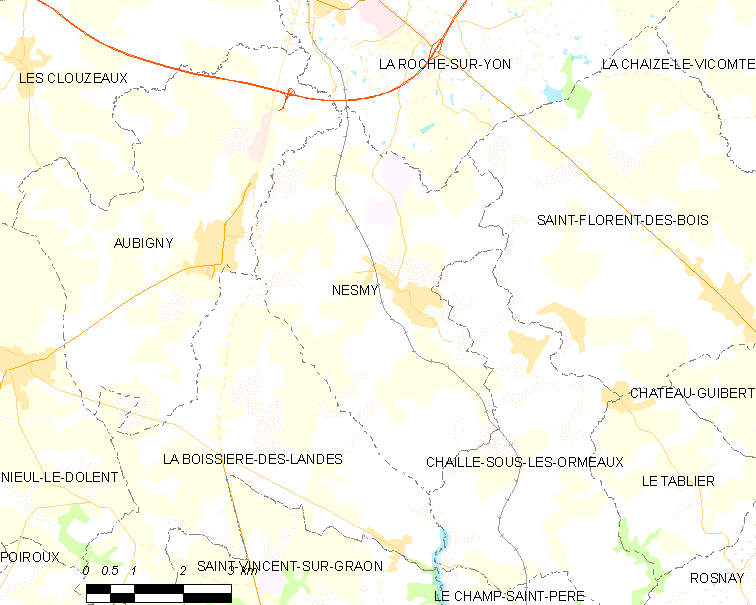
内米的OSM定位图

内米的时区为UTC+01:00、UTC+02:00（夏令时）。

## 行政
内米的邮政编码为85310，INSEE市镇编码为85160。

## 政治
内米所属的省级选区为永河畔拉罗什第二县。

## 人口

1962-2008年间内米人口变化图示

内米于2022年1月1日时的人口数量为3056人。